# Rockledge (Flórida)
Rockledge é uma cidade localizada no estado americano da Flórida, no condado de Brevard. Foi incorporada em 1887.

## Geografia
De acordo com o United States Census Bureau, a cidade tem uma área de 34,8 km², onde 30,9 km² estão cobertos por terra e 3,8 km² por água.

### Localidades na vizinhança
O diagrama seguinte representa as localidades num raio de 16 km ao redor de Rockledge.

## Demografia
Segundo o censo nacional de 2010, a sua população é de 24 926 habitantes e sua densidade populacional é de 806 hab/km². Possui 11 240 residências, que resulta em uma densidade de 363,5 residências/km².